# Sahagún (Colombia)
Sahagún es un municipio ubicado en el departamento de Córdoba, Colombia. Fundado en 1776 por Antonio de la Torre y Miranda, fue erigido municipio en 1834. Tiene una extensión de 992 km y una población de 90.014 (2014) habitantes. Sahagún ocupa el puesto 69 entre los 1042 municipios de Colombia, según el número de habitantes.
El clima es cálido y su temperatura promedio es 27 °C (80,6 °F), la ciudad se encuentra a 69 km de Montería. Es conocida como Ciudad cultural de las sabanas.

## Toponimia
Debe su nombre a la villa del mismo nombre, Sahagún, en la provincia de León (España). El origen de esta villa leonesa está en el templo erigido en recuerdo del martirio de los santos Facundo y Primitivo, hacia 304, lugar que la piedad cristiana llamó Domnos Sanctos (Señores Santos). En el lugar de su enterramiento se levantó un templo bajo su advocación, apareciendo en las fuentes como «Sanctus Facundus», que fue derivando en «Sanct Fagunt» y «Sant Fagun», y «Safagun», y más tarde la 'f' perdió su sonoridad para convertirse en 'h' muda, resultando el actual topónimo de Sahagún.

## División Político-Administrativa
Además de su Cabecera municipal. Sahagún tiene bajo su jurisdicción los siguientes Centros poblados:
- Aguas Vivas
- Arenas del Norte
- Bajo Grande
- Bruselas
- Catalina
- Colomboy
- Dividivi
- El Crucero
- El Olivo
- El Remolino
- El Roble
- El Viajano
- Guaimarito
- Guáimaro
- Kilómetro 32
- Kilómetro 34
- La Balsa
- La Música
- La Quebrada
- Las Bocas
- Llanadas
- Los Barriles
- Los Chibolos
- Morrocoy
- Nueva Esperanza
- Pisa Flores
- Rodania
- Sabana de La Fuente
- Sabaneta
- Salguerito
- Salitral
- San Andresito
- San Antonio
- San Francisco
- Santiago Abajo
- Trementino
- La Yé

## Geografía

### Ubicación
La Capital Cultural de Córdoba, como se le conoce, está localizada sobre la carretera troncal de occidente, a 69 kilómetros al nororiente de Montería. Sus terrenos son planos, conformando la región conocida como las sabanas de Córdoba. Sahagún se ha convertido en la quinta ciudad más poblada de Córdoba.

### Hidrografía
Los principales arroyos que bañan el municipio de Sahagún son Salitral, Trementino, Culumutu, Churri, El Ceibo, La Culebra, que tributan sus aguas al Caño de Aguas Prietas, afluentes del río Sinú. El arroyo de Santiago, con sus afluentes San Antonio, Las Bocas, San Francisco, Santo Domingo; Morrocoy que tributan sus aguas a la Ciénaga de San Marcos. Los arroyos de San Juan, Catalina, Monte Grande, Rodáculo, que tributan sus aguas a la Ciénaga de Caimito. Estas ciénagas alimentan al río San Jorge.
El sistema hidrográfico está limitado por el este con las Lomas de la Vaca, La Olla, Caballo Blanco, San Rafael y Ceno Naranjal y son arroyos que van a desembocar al río Sinú.
Entre los principales se pueden anotar los arroyos El Barroso, El Diluvio, Los Jiménez, El Polvorero, Tres Bocas, Campo y Candelaria; los caños Concha, El Tigre, De Roche y del Palo. Este subsistema riega sus aguas en épocas de lluvias alimentando gran cantidad de ciénagas y pantanos intermitentes, pues, en época de verano se seca. Otros arroyos que forman la hidrografía del municipio son Arroyo Venado, Arroyo Trementino, Arroyo Santiago, Arroyo San Antonio, Arroyo Castañal, Arroyo San Francisco, Arroyo Monte Grande, Arroyo Catalina y Arroyo San Juan.

## Clima
Durante el año solo ocurren dos periodos, uno con una mayor cantidad de lluvias que va desde el mes de abril hasta finales del mes de noviembre, el otro periodo con menos precipitaciones ocurre a partir del mes de diciembre hasta el mes de abril del año siguiente.
En la época de lluvias: La temperatura máxima alcanzada durante un día despejado está entre los 32.0 °C (89,9 °F) y 36,0 °C (96,8 °F), La Humedad Relativa en Sahagún Córdoba durante esta época es del 80% aproximadamente lo que hace que se perciba una temperatura más alta de lo que en realidad es, aun por las noches. El intervalo en el que varía la humedad relativa durante el día es (99% - 60%). La temperatura mínima en un día despejado se alcanza en horas de la madrugada (01:00 - 06:00) y es aproximadamente de 24,0 °C (75,2 °F) a 26,5 °C (79,7 °F), sin embargo, en un día lluvioso por la mañana, la temperatura puede disminuir un par de grados más siendo la mínima que se puede obtener 21,5 °C (70,7 °F), resulta muy difícil que en esta región se alcancen temperaturas por debajo de los 20 °C (68 °F)
En la época seca: La temperatura máxima alcanzada durante un día despejado está entre los 34,0 °C (93,2 °F) y 36,5 °C (97,7 °F), en esta época el promedio de la humedad relativa disminuye a Aproximadamente 67.5%. El intervalo en el que varía la humedad relativa durante el día es (99% - 36%). También se presentan algunos vientos provenientes de la costa en los meses finales del año y primeros meses del año siguiente. La temperatura mínima en un día despejado se alcanza en horas de la madrugada (01:00 - 06:00) y es aproximadamente de 23,0 °C (73,4 °F) a 25,0 °C (77 °F).
La temperatura mínima récord registrada es de 9 °C (48,2 °F) y la máxima de 43 °C (109 °F) en 2009 y 1998 respectivamente.
| Parámetros climáticos promedio de Sahagún | Parámetros climáticos promedio de Sahagún | Parámetros climáticos promedio de Sahagún | Parámetros climáticos promedio de Sahagún | Parámetros climáticos promedio de Sahagún | Parámetros climáticos promedio de Sahagún | Parámetros climáticos promedio de Sahagún | Parámetros climáticos promedio de Sahagún | Parámetros climáticos promedio de Sahagún | Parámetros climáticos promedio de Sahagún | Parámetros climáticos promedio de Sahagún | Parámetros climáticos promedio de Sahagún | Parámetros climáticos promedio de Sahagún | Parámetros climáticos promedio de Sahagún |
| Mes                                       | Ene.                                      | Feb.                                      | Mar.                                      | Abr.                                      | May.                                      | Jun.                                      | Jul.                                      | Ago.                                      | Sep.                                      | Oct.                                      | Nov.                                      | Dic.                                      | Anual                                     |
| ----------------------------------------- | ----------------------------------------- | ----------------------------------------- | ----------------------------------------- | ----------------------------------------- | ----------------------------------------- | ----------------------------------------- | ----------------------------------------- | ----------------------------------------- | ----------------------------------------- | ----------------------------------------- | ----------------------------------------- | ----------------------------------------- | ----------------------------------------- |
| Temp. máx. abs. (°C)                      | 37                                        | 42                                        | 42                                        | 40                                        | 37                                        | 37                                        | 42                                        | 35                                        | 35                                        | 37                                        | 37                                        | 37                                        | 42                                        |
| Temp. máx. media (°C)                     | 31                                        | 31                                        | 32                                        | 32                                        | 31                                        | 31                                        | 31                                        | 31                                        | 30                                        | 30                                        | 30                                        | 30                                        | 32                                        |
| Temp. mín. media (°C)                     | 16                                        | 17                                        | 19                                        | 18                                        | 17                                        | 19                                        | 17                                        | 19                                        | 18                                        | 19                                        | 18                                        | 17                                        | 18                                        |
| Temp. mín. abs. (°C)                      | 9                                         | 10                                        | 13                                        | 12                                        | 14                                        | 10                                        | 13                                        | 15                                        | 15                                        | 13                                        | 14                                        | 10                                        | 12                                        |
| Precipitación total (mm)                  | 4                                         | 17                                        | 28                                        | 96                                        | 175                                       | 152                                       | 166                                       | 170                                       | 183                                       | 164                                       | 94                                        | 36                                        | 1249                                      |
| Fuente: 20 de agosto de 2009              |                                           |                                           |                                           |                                           |                                           |                                           |                                           |                                           |                                           |                                           |                                           |                                           |                                           |

La Presión atmosférica permanece prácticamente constante en comparación con otros lugares en donde la presión varía mucho, la presión atmosférica solo varía unos cuantos hectopascales durante el día en este intervalo (996 - 1003 hPa).

### Flora y fauna
La colonización y la expansión de la frontera agrícola ha marcado visiblemente la biodiversidad de las sabanas de Córdoba, pasando de un bosque extenso, tropical y lluvioso a sabanas de pastos especialmente dedicadas a la ganadería y algunas actividades agrícolas. Este fenómeno que se aceleró desde el siglo XIX ha traído consigo extinciones y migraciones de la fauna hacia los pocos parches boscosos que restan en medio de las grandes haciendas que hoy dominan el paisaje, así como también la introducción de especies invasoras tanto animales como vegetales.
La avifauna quizás es la más sobresaliente debido en gran parte al número de ciénagas ríos y caños de la región. Entre las especies principales están, pato, pisingo, pigua, garimato, garza de ganado, garza blanca, gallito de ciénaga, pato aguja, canario, pico gordo, chao - chao, mochuelo, goncho, yolofo, tusero, gavilán, gonzalo y perico.
La fauna ictiológica se encuentra principalmente en los ríos, caños y ciénagas, la región es rica en peces como: bocachico, bagre, barbudo, moncholo, cachama, aviseta, mojarra y sábalo.
En esta región hay también areniscas conglomeráticas y arcillas con troncos de árboles fosilizados (Xilópalo), que se localizan también en la región de El Pital entre Sahagún y Chinú.
La fauna de este municipio se ha visto muy afectada en los últimos 50 años debido al efecto antrópico. Especies muy mencionadas por antepasados tales como el ñeque, la guartinaja, el venado, el pajuil, el chavarrí, el armadillo, entre otros, son muy difíciles de encontrar hoy día. Aún hay esa cultura de depredación de muchos vecinos del municipio, que, en vez de proteger los casi desaparecidos especímenes animales, lo que hacen es cazarlos.

## Economía
El municipio de Sahagún tiene importantes reservas de gas natural en la zona del corregimiento de Santiago, sobre la ruta de El Viajano a San Marcos, el cual es transportado a las refinerías de Cartagena a través del gasoducto El Jobo-Mamonal. Tiene dos corregimientos, Colomboy, cuyos trapiches producen la panela del mismo nombre, y La Ye, mencionado en la canción El Guayabo de La Ye.
La parte oriental de San Andrés, Chinú, Sahagún, San Carlos y Ciénaga de Oro, corresponde a una serie de colinas de poca altura perteneciente a la serranía de San Jerónimo que dan al terreno una forma angular, con alturas no mayores a 20 metros sobre el nivel del mar. El subsuelo de estas colinas generalmente está compuesto de estratos del Terciario que fueron sedimentados por ríos cercanos a la costa en deltas y playas poco profundas; estos estratos se componen de areniscas y conglomerados finos a medios; también se encuentran lentes de arcillas de diferente espesor especialmente por los lados de San Andrés y Chinú.

## Servicios públicos
- Energía Eléctrica: Afinia, del grupo EPM, es la empresa prestadora del servicio de energía eléctrica.
- Gas Natural: Surtigas es la empresa distribuidora y comercializadora de gas natural en el municipio.